# Polietilenglicol
El polietilenglicol (PEG), también conocido como macrogol, óxido de polietileno (PEO) o polioxietileno (POE), es un poliéter ampliamente empleado en la industria. Su nombre generalmente aparece asociado a un número que hace referencia a la masa molecular del polímero u oligómero; por ejemplo, un PEG con n=80 posee una masa molecular media de unos 3500 Da, por lo que se denomina PEG 3500. Su estructura química puede representarse como HO-(CH2-CH2-O-)n-H. Cada vez está siendo más usado como biomaterial debido a sus propiedades físico-químicas.

## Obtención
El polietilenglicol se produce por la interacción de óxido de etileno con agua, etilenglicol u oligómeros de etilenglicol. La reacción está catalizada por catalizadores ácidos o básicos. Se prefiere partir de etilenglicol o sus oligómeros que del agua, ya que esto permite obtener polímeros de baja polidispersión. La longitud de la cadena de polímero depende de la proporción de reactantes. 
{\displaystyle {\ce {CH2OH-CH2OH + nC2H4O -> H(OCH2-CH2)_{n + 1}OH}}}
Dependiendo del tipo de catalizador, el mecanismo de polimerización puede ser catiónico o aniónico. Es preferible el mecanismo aniónico porque conduce a la obtención de PEG con menor polidispersidad.
La polimerización de óxido de etileno es un proceso exotérmico.
El polietilenglicol de alto peso molecular se sintetiza por polimerización en suspensión. Es necesario mantener la cadena creciente de polímero en el transcurso del proceso de policondensación en disolución.
La reacción está catalizada por compuestos de magnesio, aluminio o calcio. Para prevenir la coagulación de la cadena de polímero de la disolución, se añaden aditivos como dimetilglioxima.
Para preparar polietilenglicol de bajo peso molecular se usan catalizadores alcalinos como NaOH o Na2CO3.

## Polietilenglicol como disolvente
Polímeros con bajo peso molecular pueden ser usados como disolventes no volátiles. Los polímeros más usados en una gran variedad de aplicaciones son polietilenglicol y polipropilenglicol. Además estos permiten reciclar catalizadores valiosos, al igual que los disolventes fluorosos.
El PEG es soluble en agua, por lo que la mayoría de sus aplicaciones se dan en disoluciones acuosas, siendo mayor esta solubilidad a mayor peso molecular del PEG.
Este es menos hidrófilo que el PPG (para un mismo PM), además presenta baja inflamabilidad y baja presión de vapor.
En comparación con otros disolventes alternativos, el PEG es biodegradable, biocompatible y no tóxico.
El PEG puede ser recuperado y reciclado de la disolución por extracción o destilación directa.

## Propiedades de disoluciones acuosas de PEG
Aunque el PEG es soluble en agua, al variar la temperatura de la disolución se pueden formar fases ricas tanto como pobres en este polímero. Esto se debe a los grupos hidrofóbicos de metileno a lo largo de la cadena de polímero intercalados con los grupos hidrofílicos éter o alcohol. Este comportamiento está también afectado por la presencia de sales como fosfato de potasio y como resultado da la formación de sistemas bifásicos acuosos.
En las aplicaciones químicas, PEG actúa como co-disolvente y proporciona una aparente disminución de polaridad en la disolución, lo cual dirige al incremento en la solubilidad de moléculas orgánicas.
Como polímero hidrofílico, PEG es soluble en agua, sin embargo también es soluble en muchos disolventes orgánicos como tolueno o diclorometano. Es insoluble en hidrocarburos alifáticos, los cuales pueden ser usados para extraer compuestos de la fase polimérica.
Es importante conocer el comportamiento de sus fases, aunque esto involucra diversas variables (Peso Molecular del polímero, sales, moléculas orgánicas neutras, temperatura, etc..), permitirá una mejor comprensión de la química de este disolvente alternativo. De hecho, Rogers et al. han demostrado que la distribución de solutos orgánicos en estas fases es una función de la diferencia de concentración de polímero entre las fases ricas en polímero y pobres en este (acuosa)
Debido a la cantidad de grupos éter a lo largo de la cadena de polímero, el PEG puede formar complejos con iones metálicos similares a los complejos corona éter-metal. Ésta es una de las razones por las cuales las sales tienen mucho más efecto en el comportamiento de fases de PEG en soluciones acuosas. Estos complejos metálicos pueden ser usados como catalizadores de transferencia de fases. Su comportamiento catalítico depende del peso molecular del PEG, las modificaciones en los grupos terminales y la naturaleza del catión y del anión. El PEG es estable en condiciones oxidantes y ha sido usado en química orgánica con agentes estequiométricos oxidantes.

## Ejemplos de reacciones químicas con PEG
En un amplio rango de reacciones y procesos químicos se usa Polietilenglicol. El polímero puede usarse directamente como inerte, como disolvente no volátil o puede ser modificado y utilizado como catalizador o reactante.

### PEG como disolvente en síntesis orgánica
Se han estudiado tres reacciones principales de síntesis orgánica con PEG como disolvente : Sustitución, Oxidación y Reducción.
La reacción Diels Alder se usa como punto de referencia para medios de reacción alternativos.
Se ha demostrado que el estado de transición de la reacción Diels Alder se estabiliza usando una disolución acuosa de PEG, lo que resulta en una disminución de la energía de activación.

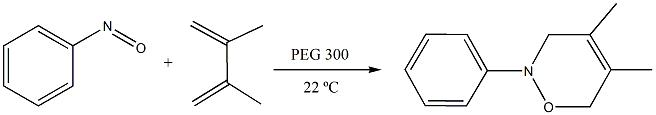
Reacción Diels Alder.

Otra reacción que ha sido frecuentemente estudiada con disolventes alternativos es la Adición Michael. Chandra et al. han demostrado que el proceso es más eficiente en PEG y ausencia de catalizador. El tiempo de reacción se reduce drásticamente al usar PEG y se consigue un mayor rendimiento. Se cree que los grupos terminales hidróxidos del polímero debilitan el enlace N-H de la amina y esto incrementa la nucleofilia del nitrógeno por adición al alqueno.
Las adiciones Michael en PEG se han usado para la síntesis de dihidropirimidinas usando carbonato de potasio como catalizador.
Se han llevado a cabo reacciones de adición Michael asimétricas organocatalizadas en PEG. La enantioselectividad fue generalmente mucho mayor en PEG que cuando se llevaron a cabo usando disolventes convencionales como DMSO o THF.

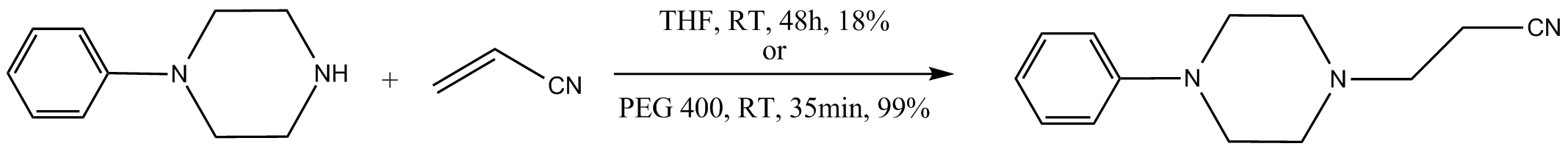
Reacción adición Michael.

La reacción catalítica de Acoplamiento Suzuki se ha probado en PEG. El uso de PEG junto con catalizador de Pd permite obtener buenos rendimientos, además de que el catalizador puede ser reciclado tres veces después de extraer el producto con dietil éter. El tiempo de reacción es de tan solo 60 s comparado con los 15 min por el método tradicional con calentamiento de baño de aceite a 100 °C para alcanzar ese mismo rendimiento.

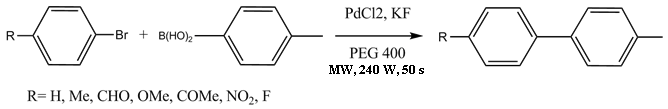
Reacción de acoplamiento Suzuki.

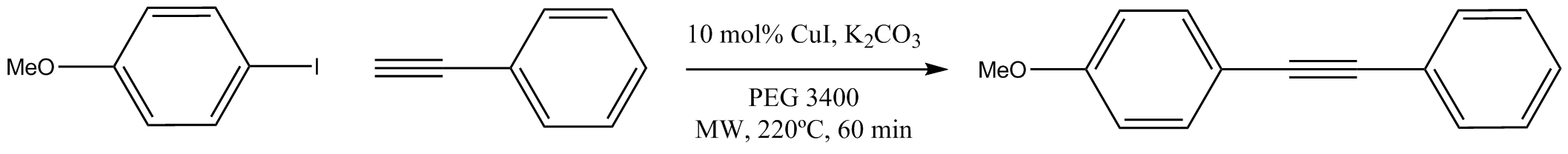
Reacción Sonogashira catalizada por Cobre.

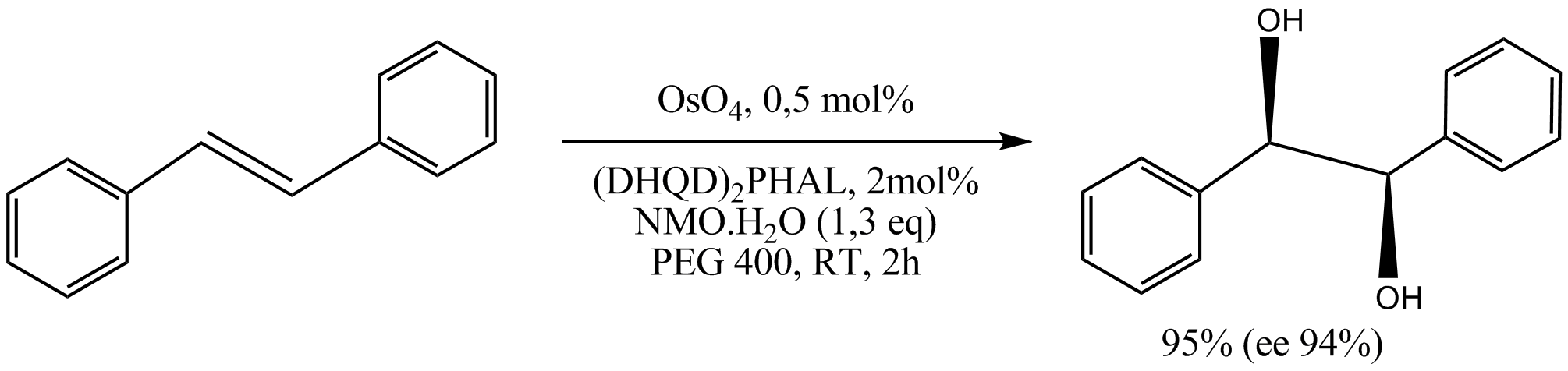
Reacción de Dihidroxilación asimétrica catalítica.

También se han llevado a cabo varias Reacciones de Oxidación en PEG. El polioxometalato H5PV2Mo10O40 fue muy efectivo en la reacción de Oxidación Aeróbica en PEG 200.
El catalizador de la fase del disolvente puede ser recuperado y reutilizado. Se obtienen rendimientos más altos aun utilizando menores cantidades de tetraóxido de osmio. El caro ligando asimétrico y el tetraóxido de osmio remanente en la fase PEG puede ser reciclado cuatro veces sin pérdida de actividad. La fase en la que se obtiene el producto, obtenido por extracción de éter, contiene menos de 2ppm de osmio.
Un amplio rango de disolventes se han usado para extraer productos de las reacciones usando PEG. El más notable es el CO2 supercrítico o scCO2. Heldebrant et. al. usaron PEG 900 en la hidrogenación de estireno usando RhCl(PPh3)como catalizador. El estireno, PEG y el catalizador de Rh se calentaron a 40 °C, a 30 bar de hidrógeno y 50 bar de dióxido de carbono en un recipiente a presión de acero inoxidable.
Después de 19 horas, la temperatura se incrementa hasta 55 °C y el scCO2 se hace pasar a través de la fase de PEG a 155 bar y 2mLmin-1. La fase gaseosa se recoge en una trampa de refrigeración de diclorometano como disolvente. El contenido del recipiente a presión se recicla 5 veces sin la necesidad de añadir más catalizador o PEG.
El sistema PEG-scCO2 también se ha usado en Oxidación Aeróbica de Estireno. El catalizador puede reciclarse 5 veces. Se cree que el PEG ayuda a prevenir la descomposición del catalizador de Paladio y ayuda a la separación del producto.

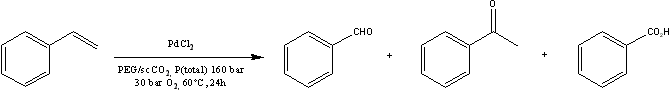
Reacción de Oxidación de estireno catalizada por Paladio en PEG-scCO_{2}.